# Пайгачев, Алексей Иванович

Алексей Иванович Пайгачев (25.02.1885-08.01.1938) — советский нефтяник, один из первых кавалеров ордена Ленина (31.03.1931).
Родился в д. Малое Румянцево Залужской волости Даниловского уезда Ярославской губернии. Член РКП(б) с 1919 г.
В 1897—1907 гг. — ученик, затем служащий в фирмах, торгующих мануфактурой в Петербурге; в 1907—1917 гг. — рабочий там же фабрике «Скороход», заводах Пучкова и Сименс.
В 1918—1919 г. — председатель волостного исполкома в Ярославской губ., в 1919 г. — заведующий Ярославской губернской рабоче-крестьянской инспекцией. В 1919—1920 гг. — в РККА, политработник.
С 10 мая 1920 г. — комиссар промыслового отдела Центрального управления грозненских нефтепромыслов и нефтезаводов (будущий трест «Грознефть»).
В 1921—1922 гг. — заместитель председателя Ярославского губсовнархоза и начальник губернского управления по топливу; в 1922 г. — заместитель председателя Ярославского губисполкома и заведующий губернским земельным управлением. В 1922—1925 гг. заместитель начальника Госналога Наркомфина СССР.
С 12 октября 1925 г. управляющий 2-й группой промыслов треста «Грознефть»; с 14 ноября 1926 г. — управляющий 3-й группой промыслов там же. С 22 декабря 1926 г. — директор нефтеперегонных заводов треста, с 11 июня 1927 г. — помощник (заместитель) управляющего трестом «Грознефть».
В 1930—1931 гг. слушатель Высших академических курсов.
С 7 февраля 1931 г. — член правления объединения «Союзнефть». Из приказа «Союзнефти» от 8 марта 1931 г.: «На члена Правления Союзнефти тов. Пайгачева временно возлагается персональная ответственность за своевременную реализацию предложений командированных заграницу в целях повышения квалификации и за организацию обмена заграничным опытом, как по линии нефтяной промышленности, так и между заинтересованными организациями»). Также руководил Нефтяным издательством.
Награждён орденом Ленина 31 марта 1931 года («За особо исключительную работу, проявленную в борьбе за выполнение пятилетнего плана в нефтяной промышленности в 2½ года» награждены её работники «из числа ударников, рабочих, инженерно-технического и административного персонала»).
С 1 октября 1931 г. — помощник управляющего нефтяным сектором Главтопа ВСНХ СССР по рационализации и научно-исследовательским работам; с 14 июня 1933 г. — помощник начальника Главнефти НКТП СССР, с 23 сентября 1933 г. — начальник отдела нефтепереработки Главнефти, руководил разработкой плана 2-й пятилетки по нефтяной промышленности. В 1931—1933 гг. также заместитель ответственного редактора журнала «Нефтяное хозяйство».
Из распоряжения № 100 от 30 октября 1932 г.:
«4) помощнику начальника Нефтяного сектора т. Пайгачеву А. И. помимо непосредственного возглавления Бюро научно-исследовательских институтов поручается руководство:
а) вновь создаваемым отраслевым проектным органом Нефтепроект, б) секцией экспертизы, в) Бюро по рабочему изобретательству, г) вопросами организации управления …»
В 1933 г. исключён из ВКП(б) (позже восстановлен).
С 1 февраля 1934 г. — в резерве Союзнефтеторга. В 1934—1935 гг. — начальник строительства Хабаровского НПЗ.
С 1936 г. управляющий центральной сварочной конторой треста «Нефтепроводскладстрой».
7 декабря 1937 г. снят с работы, 11 декабря арестован. 8 января 1938 г. осуждён Военной коллегией Верховного суда СССР за «вредительскую деятельность и участие в антисоветской диверсионно-террористической организации», в тот же день расстрелян.
Реабилитирован 5 ноября 1955 года определением Военной коллегии Верховного суда СССР.
Сочинения:
- Ближайшие задачи научно-исследовательских учреждений в нефтяной промышленности / А. И. Пайгачев // Нефтяное хозяйство.- 1931.- № 6.- С.451-457.